# فرانک توماس (پویانما)
فرانکلین رازبورو توماس با نام فرانک توماس (انگلیسی: Frank Thomas؛ ۵ سپتامبر ۱۹۱۲ – ۸ سپتامبر ۲۰۰۴) یک انیماتور و پیانیست اهل ایالات متحده آمریکا بود. او یکی از تیم پیشرو انیماتورهای والت دیزنی موسوم به نه پیرمرد بود.

## در کمپانی دیزنی
از سپتامبر 1934 به عنوان کارمند به شرکت والت دیزنی پیوست . در آنجا ده‌ها فیلم بلند و کوتاه انیمیشن ساخت.

## آثار کوتاه
از جمله کارهای او در انیمیشن های کوتاه کارتونی می‌توان اشاره کرد به: خیاط کوچولوی شجاع که در آن صحنه هایی از میکی موس و پادشاه را به عهده داشت و میکی و خرس در اشاره گر و صحنه های دیالوگ آلمانی در تبلیغات کوتاه جنگ جهانی دوم آموزش برای مرگ ، در طول جنگ جهانی دوم او به اولین واحد فیلم سینمایی منصوب شد و در آنجا فیلم های آموزشی ساخت.

## فیلم بلند
در فیلم‌های بلند انیمیشن ، در میان شخصیت‌ها و صحنه‌هایی که توماس انیمیشن کرد، کوتوله‌هایی که بر روی جسد مرده سفید برفی گریه می‌کردند، پینوکیو در حال آواز خواندن در تئاتر خیمه شب بازی، بامبی و تامپر روی یخ، بانو و ولگرد در حال خوردن اسپاگتی، سه پری در زیبای خفته بودند. ، مرلین و آرتور در نقش سنجاب‌ها و "دوئل جادوگر" بین مرلین و خانم میم در شمشیر در سنگ ، کینگ لویی در کتاب جنگل (آهنگ "I" Wan'na Be Like You" با حضور شاه لویی و بالو خرسه، پنگوئن های رقصنده در مری پاپینز و وینی پو و پیگلت در وینی پو و روز پرسروصدا و وینی پو و همچنین ببری. 
توماس کارگردانی انیماتور چندین شخصیت منفی به یاد ماندنی بود، از جمله نامادری شرور لیدی ترمین در سیندرلا ، ملکه قلب ها در آلیس در سرزمین عجایب ، کاپیتان جیمز هوک در پیتر پن و مشاور داستان در نمو کوچک: ماجراهای در سرزمین خواب. 
او در 31 ژانویه 1978 از دیزنی بازنشسته شد. در دهه های 1980 و 1990، توماس در هیئت مشاوران موسسه ملی فیلم دانشجویی خدمت می کرد و اغلب در مراسم اهدای جوایز جشنواره سالانه فیلم مجری بود.